# پلیسکوو
پلیسکوو (به چکی: Plískov) یک منطقهٔ مسکونی در جمهوری چک است که در ناحیه روکیتسانی واقع شده‌است. پلیسکوو ۱۲۶ نفر جمعیت دارد و ۴۶۳ متر بالاتر از سطح دریا واقع شده‌است.